# 阿賀野川御前橋梁
阿賀野川御前橋梁（あがのがわごぜんきょうりょう）は、新潟県東蒲原郡阿賀町の阿賀野川に架かる東日本旅客鉄道（JR東日本）磐越西線の鉄道橋である。

## 概要
信越本線・支線（現・磐越西線）の馬下駅 - 津川駅間の延伸工事に伴って1913年（大正2年）に完成した。三川駅 - 五十島駅間の阿賀野川に架かる全長232mの橋梁である。
建設当初はシュウェドラートラス（Schwedler truss）橋であったが、本橋梁の水害対策のための桁上げ、および御前トンネルの老朽化から、橋梁およびトンネルの付け替えのため、阿賀野川下流側へルートを変更することとなった。1983年（昭和58年）10月26日に、阿賀野川御前橋梁（2代目）と御前トンネル（2代目）が竣工し、新線に切り替えられた。なお、旧橋梁は橋脚ごと撤去されたが、旧トンネルは入り口が封鎖されずに現存している。

## 構造
初代のトラス橋は、単線下路式曲弦プラットトラス（シュウェドラートラス・ピン結合）3連の形式であり、アメリカン・ブリッジ製である。
2代目のトラス橋は、2径間連続の単線下路式平行弦ワーレントラス2連の形式であり、瀧上工業製である。

## 周辺
- 国道49号
- 新潟県道14号新発田津川線
- 新潟県道587号三川インター線
- 阿賀町役場三川支所（旧・三川村役場）
- 阿賀町立三川中学校